# UN-Sonderberichterstatter zur Lage von Menschenrechtsverteidigern
Die Stelle des Sonderberichterstatters zur Lage von Menschenrechtsverteidigern (engl.: Special Rapporteur on the situation of human rights defenders) wurde geschaffen, um die Länder bei der Schaffung von nationalen Menschenrechtsorganen zu unterstützen.

## Das UN-Mandat
Die UN-Menschenrechtskommission schuf diese Stelle am 26. April 2000 mittels einer Resolution, in welcher auch der Auftrag definiert wurde. Dieses UN-Mandat ist auf drei Jahre befristet und wird regelmäßig verlängert. Nachdem die UN-Menschenrechtskommission im Jahr 2006 durch den UN-Menschenrechtsrat ersetzt wurde, ist dieser nun zuständig und übt die Aufsicht aus. Die letzte Verlängerung des Mandates erfolgte am 3. April 2017.
Der Sonderberichterstatter ist kein Mitarbeiter der Vereinten Nationen, sondern wird von der UN mit einem Mandat beauftragt und dazu erließ der UN-Menschenrechtsrat einen Verhaltenskodex. Der unabhängige Status des Mandatsträgers ist für die unparteiische Wahrnehmung seiner Aufgaben entscheidend. Die Amtszeit eines Mandats ist auf maximal sechs Jahre begrenzt.
Er erstellt thematische Studien und erarbeitet Leitlinien zur Verbesserung der Menschenrechte. Der Sonderbeauftragte macht auf Einladung von Staaten Länderbesuche und kann in beratender Funktion Empfehlungen abgeben. Er prüft Mitteilungen und unterbreitet den Staaten Vorschläge, wie sie allfällige Missstände beheben können. Er macht auch Anschlussverfahren in welchen er die Umsetzung der Empfehlungen prüft. Dazu erstellt er Jahresberichte zuhanden des UN-Menschenrechtsrat.

## Amtsinhaber
- 2000–2008 Hina Jilani – Pakistan
- 2008–2014 Margaret Sekaggya – Uganda
- 2014–2020 Michel Forst – Frankreich
- seit 2020 Mary Lawlor – Irland

## Websites
- Internetseite des Sonderbeauftragten (französisch)
- Internetseite des Sonderbeauftragten (englisch)